# Тур (БМП)
Тур — проект легкої бойової машини піхоти на базі універсального плаваючого допоміжного шасі МТ-ЛБ.